# برايان ماكنزي
برايان ماكنزي هو لاعب هوكي الجليد كندي، ولد في 16 مارس 1951 في سانت كاثرينز في كندا.

## وصلات خارجية
- برايان ماكنزي على موقع دوري الهوكي الوطني (الإنجليزية)
- برايان ماكنزي على موقع EliteProspects.com (الإنجليزية)
- برايان ماكنزي على موقع HockeyDB.com (الإنجليزية)
- برايان ماكنزي على موقع Hockey-Reference.com (الإنجليزية)